# Jalcocotán
Jalcocotán är en ort i Mexiko.   Den ligger i kommunen San Blas och delstaten Nayarit, i den centrala delen av landet, 700 km väster om huvudstaden Mexico City. Jalcocotán ligger 437 meter över havet och antalet invånare är 4 370.
Terrängen runt Jalcocotán är varierad, och sluttar västerut. Runt Jalcocotán är det ganska tätbefolkat, med 192 invånare per kvadratkilometer. Jalcocotán är det största samhället i trakten. I omgivningarna runt Jalcocotán växer huvudsakligen savannskog.